# 鈴木克美 (魚類学者)
鈴木 克美（すずき かつみ、1934年3月23日 -2024年12月28日 ）は、日本の魚類学者・水族館学者、東海大学名誉教授。

## 来歴
静岡県浜松市生まれ。興誠高等学校を経て1956年東京水産大学増殖学科卒。1980年「日本産ハナダイ類の生態学的研究」で東京大学農学博士。江の島水族館飼育主任、金沢水族館副館長、1968年東海大学講師、助教授、1975年同海洋研究所助教授、1981年教授、海洋科学博物館副館長、館長、社会教育センター学芸室長。1999年定年退任、名誉教授。

## 著書
- 『海水魚 正しい飼育・採集と観賞』（鶴書房） 1968
- 『海べの動物』（保育社カラーブックス） 1969
- 『いその動物』（小峰書店、小学生自然シリーズ） 1974
- 『魚の本 意外に知られていない魚の生活・100種』（久保書店） 1975
- 『イタリアの蛸壷 海とさかなの随筆』（東海大学出版会） 1978
- 『ケンペルの見た巨蟹 静岡県の海と生きもの』（静岡新聞社、しずしん博物選書） 1979
- 『海辺のかんさつ入門』（小学館、小学館入門百科シリーズ） 1979
- 『潮だまりの生物学』（講談社現代新書） 1980
- 『黒潮に生きるもの』（東京書籍、東書選書） 1981
- 『魚は夢を見ているか』（丸善ライブラリー） 1991
- 『鯛 ものと人間の文化史』（法政大学出版局） 1992
- 『水族館への招待 魚と人と海』（丸善ライブラリー） 1994
- 『金魚と日本人 江戸の金魚ブームを探る』（三一新書） 1997
- 『珊瑚 ものと人間の文化史』（法政大学出版局） 1999
- 『水族館 ものと人間の文化史』（法政大学出版局） 2003
- 『アンコウの顔はなぜデカい』（小林安雅写真、山と溪谷社） 2004
- 『水族館日記 いつでも明日に夢があった』（東海大学出版部） 2014

### 共編著
- 『磯の生物 原色・自然の手帖』（竹村嘉夫, 奥谷喬司共著、講談社ブルーバックス） 1967
- 『海の生きもの 海岸動物 カラー』（益田海洋グループ写真、山と渓谷社、山渓カラーガイド） 1972
- 『磯の魚』（松岡玳良共著、保育社、カラー自然ガイド） 1975
- 『日本の海洋生物 侵略と攪乱の生態学』（沖山宗雄共編、東海大学出版会） 1985
- 『海水魚の繁殖 育ててみよう海の生きもの』（高松史朗共編著、緑書房） 1989
- 『海岸動物』（西村三郎共著、保育社、エコロン自然シリーズ） 1996
- 『水族館学 水族館の望ましい発展のために』（西源二郎共著、東海大学出版会、東海大学自然科学叢書） 2005
- 『ハリセンボンがふくらんだ』（石井聖岳絵、あかね書房、絵本・海の生きもの） 2008
- 『カクレクマノミは大きいほうがお母さん』（石井聖岳絵、あかね書房、絵本・海の生きもの） 2010

## 論文
- Cinii